# シトロエン・アクティバ
シトロエン・アクティバ(Citroën Activa)およびアクティバ2(Activa 2)は、フランスの自動車メーカー・シトロエンが将来の量産車に搭載する機能をテストおよび公開するために製作した2つのコンセプトカーである。アクティバは1988年のモンディアル・ド・ロトモビルで、Activa 2は1990年の同モーターショーでそれぞれ初公開された。
その後、アクティバという名称はアクティバで試行された新型のハイドロニューマチック・サスペンションを搭載した量産車のシトロエン・エグザンティアの上位グレードを指す名称として導入された。

## 概要
アクティバに搭載されていた主な特徴の1つが、ハイドラクティブと呼ばれるサスペンションと能動的なアンチロールバーの組み合わせである。これはシトロエンの伝統的なハイドロニューマチック・サスペンションと最新の電子制御技術を融合したもので、走行状況に応じて自動的に車両の取り回しを最適化するだけでなく、ハイドロニューマチック・サスペンションの欠点であった著しいボディーロールをほぼ排除することができた。
ハイドラクティブシステムは1989年のシトロエン・XMで初めて一般公開され、1993年のシトロエン・エグザンティアでも導入された。さらに1995年には、アクティバプロトタイプに搭載された能動的アンチロールバーがエグザンティアに搭載され(名称は「ハイドラクティブII」)、能動サスペンションを備えた数少ない量産車の一つとなった。

## アクティバ
アクティバには、完全に油圧接続された1輪独立型の4輪操舵システム、アンチロック・ブレーキ・システム、トラクションコントロールシステムなど、当時としては高度な技術が搭載されていた 。一方のアクティバ2は、アンチロールシステムを除きより従来型のデザインで、ギアレバーの代わりにセンターコンソールのキーパッドとナビゲーションシステムを備えていた。
さらにアクティバには、リモコンで一度にすべてのドアを開閉できる電子制御ドアも搭載されていた。機械的には、アクティバは3.0リッターSOHC PRVエンジン 24バルブV6エンジンを搭載し、最高出力200PS(147kW、197HP)、最大トルク260N・m(3600rpm)を発揮。4速オートマチックトランスミッションと組み合わされ、最高時速219km/hを実現したと主張されていた。

## アクティバ2

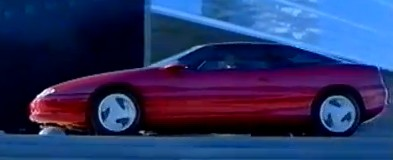
アクティバ2 (1990)

アクティバ2は、シトロエン・SMの後継車種として生産化が検討されていた。しかし、最終的にはシトロエンのイメージではメルセデス・ベンツやポルシェといった高級ブランドに対してグランツーリングの市場で競争することは難しいと判断され、生産化が見送られた。

アクティバ2はXMのプラットフォームをベースに、アクティバ2と同じ24バルブ3リッター V6エンジンと4速オートマチックトランスミッションを搭載した完全な走行可能なプロトタイプであった。最高時速は235km/h(146マイル)までアップしていたと言われている。このプロトタイプの製作はプロトタイプ製作の専門メーカーであるベルトーネが主導した。アクティバ2では、ハイドラクティブサスペンションへの期待を高めるためジャーナリストによる実車テストも行われた。